# Вітаутас Бічунас
Вітаутас Бічунас (лит. Vytautas Bičiūnas; 20 серпня  1893, с. Кловайняй (нині Пакруоїський район, Шяуляйський повіт, Литва) — 18 листопада 1945, Свердловськ) — литовський критик, драматург, режисер, прозаїк, художник.

## Життєпис
Навчався у гімназії в Щавлях (1906—1912). Чотири роки навчався в Казані у художньому училищі. Під час першої світової війни переїхав до Петрограду, працював у Литовському комітеті. У 1917 редагував газету «Летувю балсас» („Lietuvių balsas“, «Голос литовців»).
1918 — повернувся до Литви. Працював вчителем, викладав у каунаському Художньому училищі. Працював у редакції газети «Летува» („Lietuva»“, «Литва»), пізніше був редактором клерикальної газети «І Лайсве» („Į Laisvę“, «До Свободи») та інших видань.
1920 — експонував свої твори на виставках образотворчого мистецтва. Організував театральні трупи і керував ними. Репресований совєцьким режимом у 1941.

## Творчість

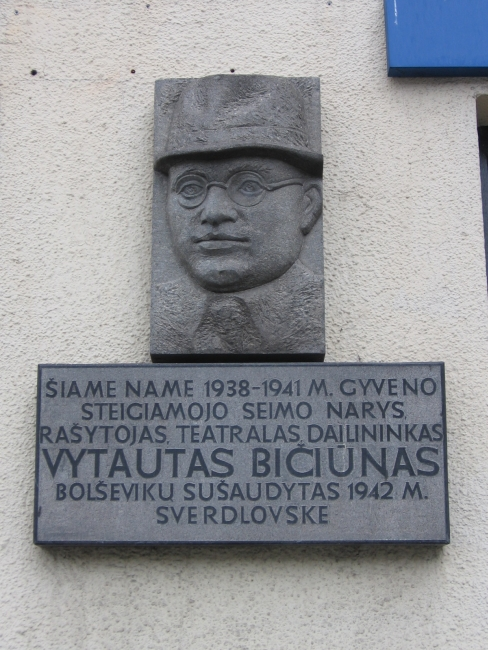
Меморіальна табличка на будинку у Каунасі, в якому мешкав Бічюнс

Дебютом вважається постава драматичної картини шяуляйським товариством «Варпас» у 1911. Перша книжка віршів «Мої твори» («Mano raštai») вийшла під псевдонімом Jurgis Šmalvaris у 1922.
Писав драматичні твори. Видав також кілька книжок белетристики. У періодиці опублікував багато рецензій та аналітичних обзорів сучасної літератури; окремими книжками видавалися праці про твори Винцаса Креве (1930) та Пятраса Вайчюнаса (1936).
Співпрацював у чисельних литовських газетах і у ризькій газеті «Сьогодні», у часописах «Трімітас», «Вайрас», Жідініс" та інших виданнях. Користувався псевдонімами: V. B-nas, L. Straigis, Spektor, Jurgis Šmalvaris. Оповідання «Вовк» перекладалося польською (1931) та латиською мовами. Оповідання «Дитина» — польською (1931).

## Видання
- Mano raštai. — Eilėraščiai. — Kaunas, 1922. — 41 p.
- Mano apysakos.Kaunas: Anga, 1928. — 175 p.
- Paskendę milijonai. Apysaka. — Kaunas: Spauda, 1928. — 131 p.
- Žalgiris. 5 v. istoriška drama. — Kaunas: Vytauto Didžiojo komitetas, 1932. — 195 p.
- Ponia Barbė. 3 v., 4 pav. satyr. operetė-mozaika. — Kaunas: Žvigždikis, 1933. — 117 p.
- Aukšlytė. Apysaka vaikams ir jaunimui. Iliustr. R. Kalpokas. — Kaunas — Marijampolė: Dirva, 1938. — 157 p.